# Ptochophyle moramanga
Ptochophyle moramanga là một loài bướm đêm trong họ Geometridae.